# Zuid-Afrika op de Olympische Zomerspelen 1912
Zuid-Afrika nam deel aan de Olympische Zomerspelen 1912 in Stockholm, Zweden. Met zes medailles eindigden de Afrikanen op de zevende plaats in het medailleklassement.

## Medailles

### Goud
- Kenneth McArthur — Atletiek, mannen marathon
- Rudolph Lewis — Wielersport, mannen individuele tijdrit
- Harry Kitson en Charles Winslow — Tennis, mannen dubbelspel outdoor
- Charles Winslow — Tennis, mannen enkelspel outdoor

### Zilver
- Christian Gitsham — Atletiek, mannen marathon
- Harry Kitson — Tennis Mannen enkelspel outdoor

Australazië · België · Bohemen · Canada · Chili · Denemarken · Duitsland · Egypte · Finland · Frankrijk · Griekenland · Groot-Brittannië · Hongarije · IJsland · Italië · Japan · Luxemburg · Nederland · Noorwegen · Oostenrijk · Portugal · Rusland · Servië · Turkije · Verenigde Staten · Zuid-Afrika · Zweden · Zwitserland